# Турковчина
Турковчина (хорв. Turkovčina) — населений пункт у Хорватії, в Загребській жупанії у складі громади Бедениця.

## Населення
Населення за даними перепису 2011 року становило 334 осіб.
Динаміка чисельності населення поселення:

## Клімат
Середня річна температура становить 10,15 °C, середня максимальна – 24,32 °C, а середня мінімальна – -6,30 °C. Середня річна кількість опадів – 893 мм.
| Клімат поселення                              | Клімат поселення | Клімат поселення | Клімат поселення | Клімат поселення | Клімат поселення | Клімат поселення | Клімат поселення | Клімат поселення | Клімат поселення | Клімат поселення | Клімат поселення | Клімат поселення | Клімат поселення |
| Показник                                      | Січ.             | Лют.             | Бер.             | Квіт.            | Трав.            | Черв.            | Лип.             | Серп.            | Вер.             | Жовт.            | Лист.            | Груд.            |                  |
| Середній максимум, °C                         | 5,82             | 7,85             | 12,22            | 16,36            | 21,25            | 24,32            | 23,81            | 23,24            | 19,31            | 14,14            | 8,54             | 4,59             |                  |
| Середня температура, °C                       | −0,24            | 1,78             | 6,15             | 10,31            | 15,19            | 18,26            | 19,94            | 19,36            | 15,44            | 10,27            | 4,66             | 0,72             |                  |
| Середній мінімум, °C                          | −6,3             | −4,28            | 0,09             | 4,24             | 9,12             | 12,20            | 16,06            | 15,49            | 11,56            | 6,41             | 0,79             | −3,15            |                  |
| Норма опадів, мм                              | 46               | 47               | 60               | 68               | 77               | 102              | 85               | 90               | 85               | 85               | 85               | 63               |                  |
| Середньомісячна швидкість вітру, м/с          | 1.90             | 2.10             | 2.50             | 2.40             | 2.30             | 2.00             | 2.00             | 1.80             | 1.80             | 1.89             | 2.00             | 1.98             |                  |
| Середньомісячна сонячна радіація, кДж/м²·день | 4091             | 6821             | 10487            | 14902            | 19018            | 20848            | 21657            | 18778            | 13975            | 8688             | 4541             | 3274             |                  |
| --------------------------------------------- | ---------------- | ---------------- | ---------------- | ---------------- | ---------------- | ---------------- | ---------------- | ---------------- | ---------------- | ---------------- | ---------------- | ---------------- | ---------------- |
| Джерело:                                      |                  |                  |                  |                  |                  |                  |                  |                  |                  |                  |                  |                  |                  |